# Campo de iglesia de Santa Eulalia de Pirueño
El Campo de iglesia de Santa Eulalia de Pirueño, situado en la localidad de Pirueño, parroquia de Las Agüeras, en el concejo asturiano de Quirós, es una unidad formada por la antigua iglesia parroquial y un tejo, elementos entre los que existe una vinculación cultural e histórica, que justifican su calificación como Bien de Interés Cultural.

## Campo de iglesia
Los Campos de iglesia en Asturias, son conjuntos formados por un tejo y un elemento del patrimonio cultural material. El tejo es un árbol de gran relevancia cultural en la región, donde ha representado un papel simbólico a lo largo de la historia. Protagonista en antiguas creencias precristianas, pasó a convertirse con el tiempo en icono identitario de la comunidad parroquial, y a ser considerado actualmente como la representación de un pasado mítico, de una identidad asturiana basada en la tradición y un cuerpo de valores ecologistas y medioambientales.
La profunda implantación de la vinculación entre estos dos elementos, se evidencia en la existencia en Asturias de doscientos quince grupos compuestos de edificio religioso y tejo. De entre todos estos, y por sus especiales características, el Principado de Asturias, ha declarado a doce de ellos, entre los que se encuentra el Campo de la iglesia de Santa Eulalia de Pirueño, como Bien de Interés Cultural, con la categoría de Sitio Histórico, por Decreto 61/2017, de 20 de septiembre.

## Iglesia
La iglesia de Santa Eulalia de Pirueño se localiza en una amplia campera distante algo más de un kilómetro de las últimas casas de este pueblo. Esta ubicación alejada del caserío remarca su carácter jerárquico y sobrenatural, diferenciándola claramente del espacio cotidiano y humano del pueblo situado más abajo.

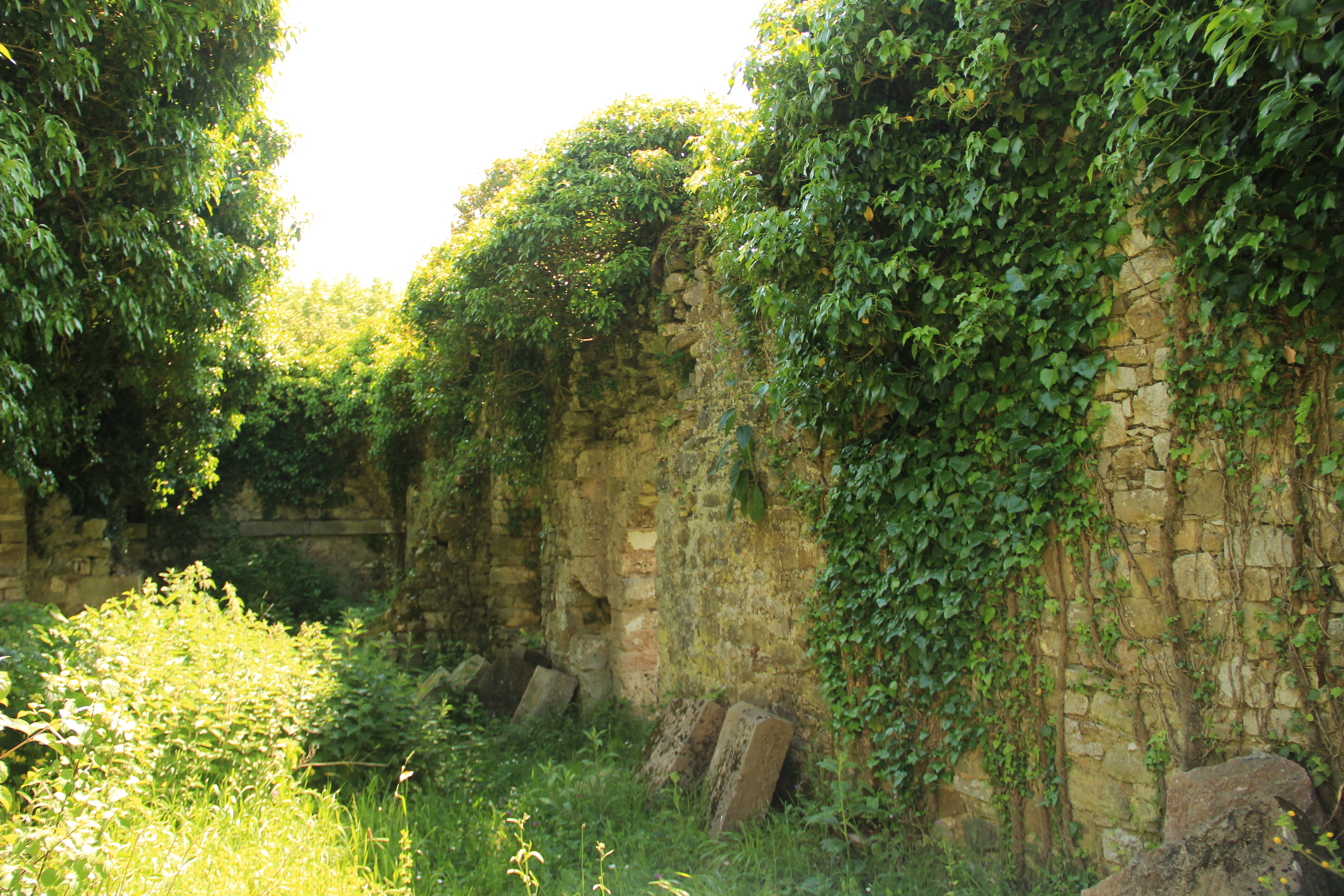
Nave de la Iglesia.

La primera referencia escrita sobre la iglesia de Pirueño se encuentra en la carta fundacional del Monasterio de Santo Adriano de Tuñón, fechada en 891, donde Alfonso III y su esposa Jimena dotan al cenobio de diversos bienes, entre ellos “in valle Quiros villa in Pironnio cum ecclesia Sancte Eulalie”. Posteriormente, se la vuelve a citar en la confirmación otorgada en 1100 por Alfonso VI sobre las donaciones que sus antepasados hicieron en favor de la Iglesia de Oviedo: “ecclesiam Sancte Eulalie de Peronio”. Sin embargo Francisco Javier Fernández Conde, sostiene que en ambos casos nos encontramos ante dos falsificaciones producidas por el escriptorium del obispo don Pelayo en el siglo XII con la intención de acrecentar y consolidar las propiedades de la Catedral de Oviedo, y lo único que puede afirmarse con seguridad es que, en el momento de procederse a esta interpolación, la iglesia de Pirueño ya existía y que su fundación sería anterior al siglo XII.
La primitiva fábrica románica de la iglesia quedó completamente arrasada por las sucesivas reformas realizadas en las centurias siguientes. La parte más antigua del templo se corresponde con la puerta de arco ligeramente apuntado del costado sur, con doble arquivolta, capiteles trapezoidales estriados y jambas en derrame. Está realizada en una piedra rosácea muy porosa, que presenta poca resistencia a la climatología y no ha favorecido su conservación. Las características formales de esta puerta podrían adscribirse a un período bajomedieval tardío.
Las anotaciones de los libros de fábrica, aunque muy escuetas, permiten conocer las diferentes remodelaciones de la iglesia. Así, en 1708 consta que se pagaron veintitrés reales por “componer la iglesia”; en 1716 se procedió a “componer el cabildo de la iglesia” por ocho reales, el mismo precio que costó edificar “un despacho” en 1719. De nuevo, en 1789 se acometió otra reforma de importancia, consistente en “componer la iglesia” por treinta reales. Cuatro años después se vuelve a rehabilitar el templo (con numerosas modificaciones entre las que figuran mudar la pila bautismal y hacer la escalera para la tribuna), efectuándose en 1851 la última tanda de reformas, centradas en “levantar el pórtico”, arreglar la sacristía, componer las porterías, comprar una campana y pintar la iglesia.
El declive de la iglesia se inicia a finales del siglo XIX, con el traslado del servicio parroquial a Las Agüeras, agravado por el incendio que padeció durante la Guerra Civil. La iglesia, de planta rectangular de nave única y testero recto, en la que ha desaparecido el imafronte, la espadaña y la sección superior de los muros, ofrece un completo estado de ruina, manteniéndose únicamente los muros, algunos de los cuales apenas conservan un tercio de su altura original. En todos ellos crece abundante maleza que ha debilitado su fábrica y está provocando una destrucción lenta y continuada, resultando el interior de la iglesia casi impracticable por la acumulación de estos derribos y el crecimiento de arbustos.
En la nave se conservan tres puertas laterales, una en el costado norte para acceder al cabildo, y dos en el costado sur para la sacristía y despacho. Todas estas dependencias auxiliares han desaparecido, y ni siquiera se conservan restos de sus derrumbes. En una documentación parroquial de 1773, se detalla que el altar mayor estaba presidido por una imagen de Santa Eulalia, patrona de la iglesia, y que existían dos “altares” en la epístola y el evangelio dedicados respectivamente a San Antonio de Padua y a San Roque. A falta de capillas, estos altares y sus correspondientes retablos posiblemente se apoyarían en el muro que alberga el arco triunfal, o en los flancos de la nave.

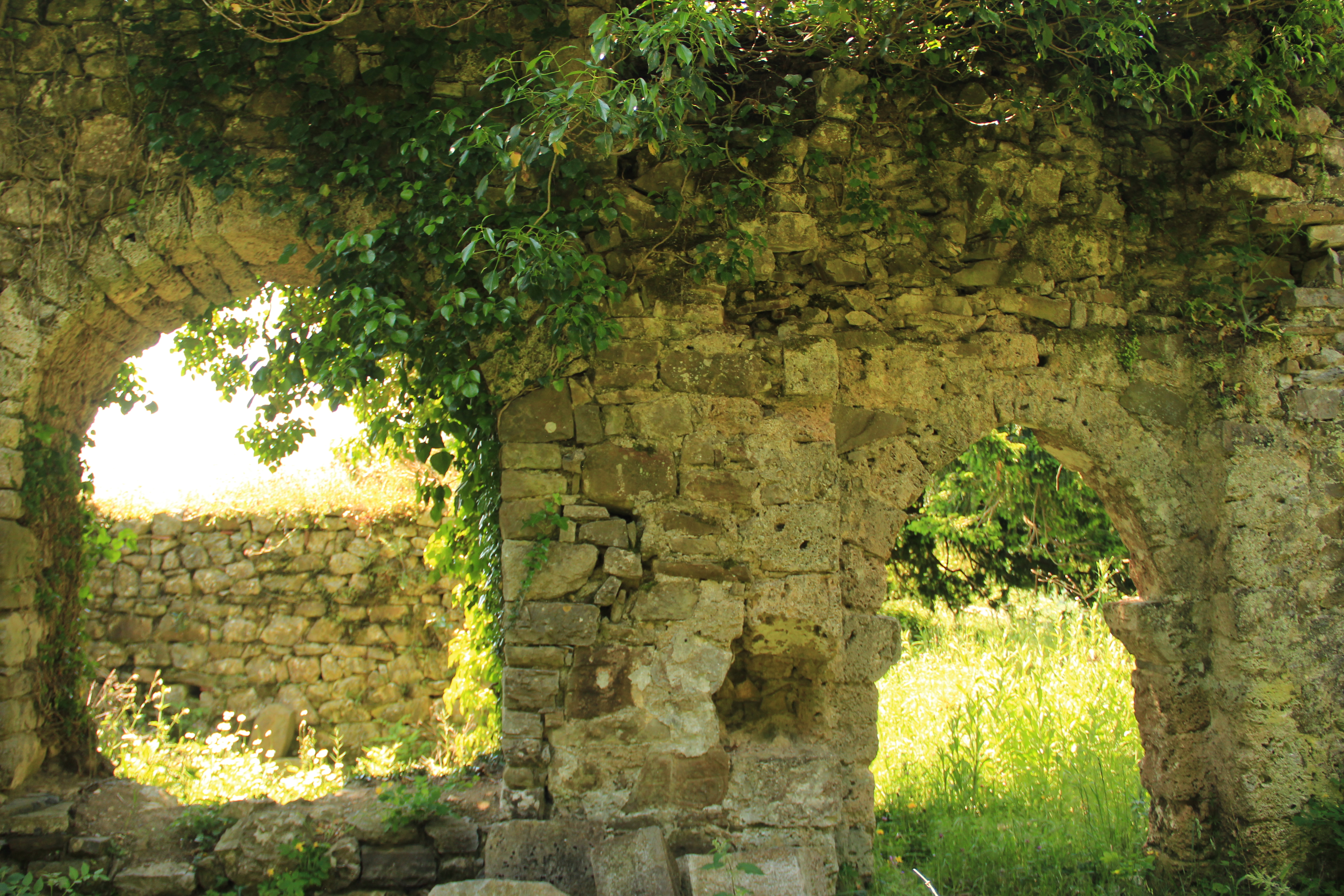
Arcos del costado sur.

En la década de 1990, el Arzobispado de Oviedo decidió vender la iglesia, el tejo y la finca en que se enclavan, para su uso como cuadra y pradería, pero ante las duras críticas recibidas, se optó por vender sólo la finca y cargarla con una servidumbre de paso hacia la iglesia y el tejo.
Por su antigüedad, la iglesia forma parte del Inventario del Patrimonio Cultural de Asturias, en virtud de lo establecido en la Disposición Transitoria Tercera de la Ley de Patrimonio Cultural de Asturias, que así lo establece para “las edificaciones y en general los inmuebles construidos con anterioridad al año 1800”, que expresamente no tengan abierta una ficha en dicho Inventario.

## Tejo
Junto a la iglesia de Pirueño se localiza un tejo masculino de unos dos metros de perímetro troncal, circundado por una pequeña corra de piedra. A juzgar por la envergadura de su tronco, este tejo fue plantado en fechas relativamente recientes, hacia finales del siglo XVIII o principios del XIX, quizá para conmemorar alguna de las reformas realizadas en la iglesia. Aun así tampoco podemos descartar que antiguamente existiese otro tejo al que éste vino a sustituir, confirmando así la premisa que defienden los vecinos de que “el tejo siempre es más antiguo que la iglesia”. El tejo de Pirueño, muestra una copa frondosa, sus ramas tienen un verde intenso y su tronco es fuerte y compacto. Se conserva en perfecto estado de salud, gracias a la tierra suelta que lo circunda y a su alto contenido orgánico, reforzado por el constante abonado que proporcionan los ganados que pastan en la campera.